# Nevillea
Nevillea é um género botânico pertencente à família Restionaceae.